# Ulla Tørnæs
Ulla Pedersen Tørnæs (ur. 4 września 1962 w Esbjergu) – duńska polityk, minister w różnych rządach, deputowana do duńskiego parlamentu (Folketingetu), posłanka do Parlamentu Europejskiego VIII kadencji. Córka Lauritsa Tørnæsa, byłego ministra.

## Życiorys
Kształciła się w szkołach handlowych i na Uniwersytecie w Odense. Ukończyła w 1991 studia na Uniwersytecie Kopenhaskim. Od 1986 była etatowym pracownikiem liberalnej partii Venstre. W latach 1988–1990 stała na czele liberalnej organizacji studenckiej Danmarks Liberale Studerende. W 1994 po raz pierwszy uzyskała mandat posłanki do duńskiego parlamentu, od tego czasu skutecznie ubiegała się o reelekcję w kolejnych wyborach do 2011 włącznie.
W listopadzie 2001 została ministrem edukacji w rządzie Andersa Fogh Rasmussena. W lutym 2005 urzędujący premier powierzył jej tekę ministra współpracy na rzecz rozwoju, pozostała na tym stanowisku również w kwietniu 2009, kiedy to na czele gabinetu stanął Lars Løkke Rasmussen. Po dokonanej w lutym 2010 rekonstrukcji odeszła z administracji rządowej.
W 2014, startując jako lider listy wyborczej liberałów, uzyskała mandat posłanki do Europarlamentu VIII kadencji. W lutym 2016 odeszła z PE w związku z powołaniem na stanowisko ministra szkolnictwa wyższego i nauki w gabinecie Larsa Løkke Rasmussena. W listopadzie 2016 w trzecim rządzie tego premiera przeszła na urząd ministra rozwoju, funkcję tę pełniła do czerwca 2019.
W 2019 ponownie wybrana do duńskiego parlamentu.